# 厄勒海峡通行费

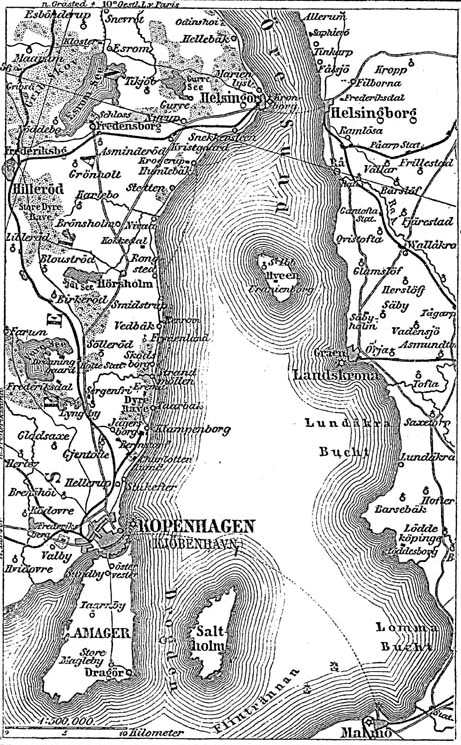
厄勒海峡

厄勒海峡通行费（丹麥語：Øresundstolden），凡外國船隻通行丹麥厄勒海峡，均要向丹麥皇家支付通行费。
1857年經哥本哈根會議廢除此通行费，於1857年3月14日生效。為了達成協議，丹麥獲得一筆過3,350萬丹麥帝國元賠償，其中三分之一由大英帝國付（300萬英鎊）、三分之一由俄羅斯帝國付。

## 來源
1. ↑  . HathiTrust.   [2021-05-11] （英语）.
2. ↑  . UNESCO.   [2020-08-27]. （原始内容存档于2017-05-09）.
3. ↑  Hvidegaard, Torben. . Dansk-Skånsk Tidsskrift. 2005-05-02  [2020-08-27]. （原始内容存档于2013-10-23） （丹麦语）.
4. ↑  胡城军.  (PDF). 《法制与社会》. 2009年9月上  [2020-08-27]. （原始内容 (PDF)存档于2020-08-27）.
5. ↑  Alexandersson, Gunnar. . Martinus Nijhoff Publishers. 1982. ISBN 90-247-2595-X.